# Synodontis waterloti
Synodontis waterloti es una especie de peces de la familia Mochokidae en el orden de los Siluriformes.

## Morfología
Los machos pueden llegar alcanzar los 18,5 cm de
longitud total.

## Hábitat
Es un pez de agua dulce.

## Distribución geográfica
Se encuentran en África: Sierra Leona, Liberia, Costa de Marfil, Ghana y Guinea.